# توماس لينيكر
توماس لينيكر أو ليناكير (/ˈlɪnəkər/ LIN-ə-kər؛ حوالي 1460- 20 أكتوبر 1524)، باحث إنساني وطبيب إنجليزي، سميت على اسمه كل من كلية لينيكر في أكسفورد، ومنزل لينيكر، وهو منزل داخلي للبنين في مدرسة الملك في كانتربري.
كان لينيكر عالمًا أكثر من كونه باحثًا علميًا. يعد الحكم على مهارته العملية في مهنته أمرًا صعبًا، لكنها حظيت بتقدير كبير في أيامه. لم يشارك في المسائل السياسية أو اللاهوتية، لكن حياته المهنية بصفته عالمًا كانت من سمات الفترة الحرجة في تاريخ التعلم والتي عاش فيها.
كان من أوائل الإنجليز الذين درسوا اليونانية في إيطاليا، وجلب معه إلى بلده الأصلي وجامعته دروس التعليم الجديد. كان أساتذته من أعظم العلماء آنذاك. تتلمذ على يده إيراسموس، الذي كان يكفي اسمه وحده للحفاظ على ذكرى معلمه في اللغة اليونانية، بالإضافة إلى آخرين بارزين في الأدب والسياسة، مثل السير توماس مور والأمير آرثر والملكة ماري الأولى ملكة إنجلترا. كان جون كوليت وويليام غروسين وويليام ليلي وغيرهم من العلماء البارزين أصدقاءه المقربين، وكان محل تقدير من قبل دائرة أوسع من المراسلين الأدبيين في جميع أنحاء أوروبا.

## أعماله
عُرض نشاط لينيكر الأدبي في كل من الثقافة الأصلية والترجمة من اليونانية. في مجال الثقافة الأصلية، عُرف بكتاب أساسيات القواعد (اللاتينية) (Progymnasmata Grammatices vulgaria)، الذي ألفه باللغة الإنجليزية، وأُصدرت نسخة منقحة منه لتستخدمها الأميرة ماري، ثم ترجمها جورج بوكانان إلى اللغة اللاتينية. كتب أيضًا عملًا أدبيًا عن التأليف اللاتيني باسم De emendata structura Latini sermonis (حول البنية النقية والصحيحة للنثر اللاتيني)، ونُشر في لندن عام 1524 وأعيدت طباعته مرات عديدة في قارة أوروبا.
تمثلت أعمال لينيكر الطبية الوحيدة في ترجماته. أراد أن يجعل أعمال جالينوس (بالإضافة إلى أعمال أرسطو أيضًا) في متناول جميع قراء اللاتينية. إن ما قدمه عبر الترجمة، وإن لم يكن مجهودًا ضئيلًا في حد ذاته، لا يُعتد به مقارنة بكتابات جالينوس الكاملة؛ ولم ينجو شيء من ترجماته من أعمال أرسطو التي كان قد أنتهى من بعضها كاملة. فيما يلي أعمال جالينوس التي ترجمها لينيكر:
1. في حماية الصحة (باريس، 1517)
2. طريقة الشفاء (باريس، 1519)
3. حول درجات الحرارة والطقس غير المتكافئ (كامبريدج، 1521)
4. حول الموارد الطبيعية (لندن، 1523)
5. حول الأعراض المختلفة وأسبابها (لندن، 1524)
6. حول استخدام النبض (لندن، بدون تاريخ).

ترجم أيضًا للأمير آرثر مقالة فلكية لبرقلس بعنوان حول الكرة السماوية، والتي طبعها آلدوس في البندقية عام 1499. نالت الترجمة اعترافًا بدقتها وتناسق أسلوبها. لاقت قبولًا لتصبح نسخًا معيارية لتلك الأجزاء من كتابات جالينوس، وأعيدت طباعتها مرارًا، إما على شكل جزء من الأعمال المجمعة أو بشكل منفصل.
كان إتقان لينيكر الفكري ودقته العالية، كما ذكر إيراسموس، السبب الرئيسي وراء عدم ترك المزيد من التذكارات الأدبية الدائمة. من الصعب أن يبرر أي عمل قائم حتى اليوم السمعة عالية المستوى التي كان يتمتع بها بين علماء عصره. نال أسلوبه اللاتيني إعجابًا كبيرًا من قبل إيراسموس، الذي أشاد أيضًا بحكم لينيكر النقدي (لم يكن رجلًا ذي حكم دقيق فحسب بل كان صارمًا). وفقًا لآخرين، كان من الصعب تحديد ما إذا كان أكثر تميزًا في النحو أم في البلاغة. كان يعتبر معلمًا ماهرًا في اليونانية؛ وكان على نفس القدر من الأهمية بصفته فيلسوفًا، أي كما عُرف في أعمال الفلاسفة وعلماء الطبيعة القدماء. قد تتواجد بعض المبالغة في هذا الوصف، لكن الجميع اعترفوا بسمو شخصية لينيكر، وتلخصت صفاته الأخلاقية الدقيقة في المرثية التي كتبها جون كايوس: في زمن كثر في المخادعون والمحتالون، كان صديقًا مخلصًا وعزيزًا يعلو كل الرتب.

## روابط خارجية
- توماس لينيكر على موقع الموسوعة البريطانية (الإنجليزية)
- توماس لينيكر على موقع إن إن دي بي (الإنجليزية)